# Eleccions parlamentàries poloneses de 2007
Les eleccions parlamentàries poloneses de 2007 es van celebrar a Polònia el 21 d'octubre de 2007 per a renovar l'Assemblea Nacional de Polònia, formada pel Seim de 460 diputats i el Senat de 100 membres. El partit més votat fou la Plataforma Cívica i el seu cap Donald Tusk fou nomenat primer ministre de Polònia.
Uns 30,5 milions de polonesos i poloneses van estar cridats a les urnes per renovar la composició de les dues cambres del Parlament (460 diputats del Sejm o cambra baixa i 100 senadors de la cambra alta o Senat). La participació va ser significativament més alta que en les anteriors eleccions parlamentàries (un 53,9% enfront del 41% de 2005).
Prop de 25.500 col·legis electorals van romandre oberts entre les 6.00 i les 20.00 hores, tot i que alguns van haver de tancar més tard atesa la manca de paperetes en algunes meses electorals. A més, els 2,5 milions de residents a l'estranger (els vots dels quals es comptabilitzen en la circumscripció de Varsòvia) van poder votar en els consolats polonesos distribuïts pel món, sempre que haguessin fet el tràmit previ de comunicar-ho en el termini establert.
El sistema electoral que es va aplicar en aquestes eleccions és el sistema proporcional mitjançant l'aplicació de la regla D'Hondt, en el cas del Sejm, i el sistema plurinominal majoritari a una sola volta, en el cas del Senat. Només els partits que van superar la barrera legal del 5% dels vots entren en la distribució d'escons.
En aquestes eleccions —que van estar convocades de manera anticipada després de dos anys de legislatura— deu formacions polítiques van presentar 6.917 candidats al Sejm i 385 candidatures al Senat.
Resum dels resultats electorals de 21 d'octubre de 2007 a l'Assemblea Nacional de Polònia
| Partits | Partits                                                     | Sejm       | Sejm  | Sejm   | Sejm | Senat  | Senat |
| Partits | Partits                                                     | Vots       | %     | Escons | +/–  | Escons | +/–   |
| --- | ----------------------------------------------------------- | ---------- | ----- | ------ | ---- | ------ | ----- |
| | Plataforma Cívica (Platforma Obywatelska, PO)               | 6.701.010  | 41,51 | 209    | +76  | 60     | +26   |
| | Dret i Justícia (Prawo i Sprawiedliwość, PiS)               | 5.183.477  | 32,11 | 166    | +11  | 39     | –10   |
| | Esquerra i Demòcrates (Lewica i Demokraci, LiD)             | 2.122.981  | 13,15 | 53     | –2   | —      | —     |
| | Partit Popular Polonès (Polskie Stronnictwo Ludowe, PSL)    | 1.437.638  | 8,91  | 31     | +6   | —      | –2    |
| | Autodefensa de la República de Polònia (Samoobrona RP, SRP) | 247.335    | 1,53  | —      | –56  | —      | –3    |
| | Lliga de les Famílies Poloneses (Liga Polskich Rodzin, LPR) | 209.171    | 1,30  | —      | –34  | —      | –7    |
| | Partit Polonès del Treball (Polska Partia Pracy, PPP)       | 160.476    | 0,99  | —      | —    | —      | —     |
| | Partit de les Dones (Partia Kobiet, PK)                     | 45.121     | 0,28  | —      | —    | —      | —     |
| | Minoria Alemanya (Mniejszość Niemiecka, MN)                 | 32.462     | 0,20  | 1      | –1   | —      | —     |
| | Autodefensa Patriòtica (Samoobrona Patriotyczna)            | 2.531      | 0,02  | —      | —    | —      | —     |
| | Independents (Niezależni)                                   | N/A        | N/A   | N/A    | N/A  | 1      | –4    |
| | Total                                                       | 16,142,202 |       | 460    |      | 100    |       |
| - Votants enregistrats: 30.615.471 - Vots comptabilitzats: 16.477.734 (53,88%) - Vots nuls: 335.532 - Vots vàlids: 16.142.202                                                                  |                                                             |            |       |        |      |        |       |
| 1. ^ resultats comparats amb Aliança de l'Esquerra Democràtica el 2005. 2. ^ Només es presentà a set districtes. 3. ^ Només es presentà a un districte. 4. ^ Només es presentà a un districte. |                                                             |            |       |        |      |        |       |

## Conseqüències
Donald Tusk fou nomenat primer ministre de Polònia.